# Кантал
Вижте пояснителната страница за други значения на Кантал.
Кантал (на френски: Cantal) е планина в централната част на Франция, част от Централния масив. Тя е образувана от останките на най-големия видим стратовулкан в Европа. Най-висока точка е връх Плом дю Кантал с надморска височина 1855 m, втори по височина в Централния масив. Вулканът е бил активен пред около 8,5 – 7 милиона години, а впоследствие постепенно ерозира поради образуването на ледници.